# Дон Нотс
Џеси Доналд Нотс (енгл. Jesse Donald Knotts; 21. јул 1924 — 24. фебруар 2006) био је амерички глумац и комичар. Остао је најпознатији по улози Барнија Фајфа у ситкому Енди Грифит шоу за коју је добио пет награда Еми. Касније се истакао у серији Весела тројка.